# Dimenticati dell'Isola Saint-Paul
I Dimenticati dell'isola Saint-Paul (in francese Oubliés de l'île Saint-Paul) sono un gruppo di sei uomini e una donna incinta che furono abbandonati nel 1930 sull'isola Saint-Paul, nell'Oceano Indiano meridionale mentre erano stati incaricati dalla società La Langouste Française di custodire l'isola e le sue installazioni.

## Storia

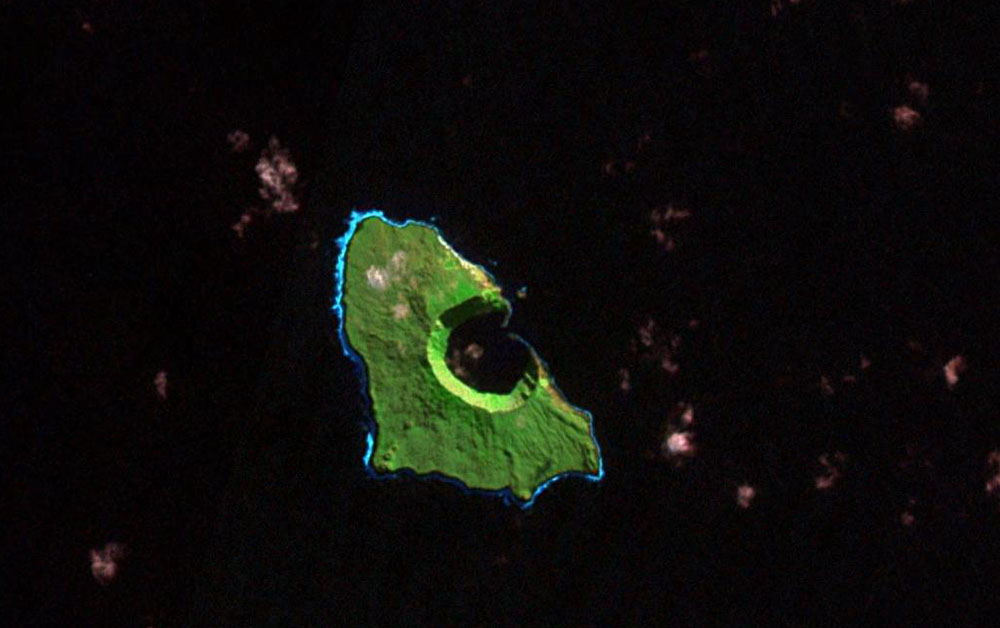
L'Isola Saint-Paul fotografata dal satellite Landsat 7.

All'inizio di ottobre del 1929, la società francese La Langouste Française, di proprietà dei fratelli Bossière, armatori di Le Havre, sbarcò sull'Isola Saint-Paul una trentina di europei contrattati per effettuare una campagna di pesca dell'aragosta durante l'estate australe, che si estende dal mese di novembre al mese di marzo. Alla fine di quella campagna, il battello Austral, di proprietà della società approdò per prelevare il personale che doveva essere riportato in Francia e salpò all'inizio del marzo 1930, lasciando sull'isola - per assicurare la guardia e la conservazione dei materiali durante l'inverno australe - sette persone: Julien Le Huludut, Victor e Louise Le Brunou (incinta), Pierre Quillivic (di Concarneau), Louis Herlédan (di Riec-sur-Bélon), Emmanuel Puloch (di Trégunc) e François Ramamongi (un giovane malgascio).
L'amministratore della società, Alfred Caillé, al momento di lasciarli sull'isola durante l'inverno aveva formalmente preso l'impegno di inviare loro un battello di rifornimenti ogni due o tre mesi. Però, una volta ripartito l'Austral, Caillé non mantenne la parola data. Louise Le Brunou partorì una figlia alla fine di marzo e le diede il nome di Paule, in omaggio all'isola. Purtroppo, la piccola non sopravvisse che due mesi, durante i quali una cassa di conserve fu usata come culla. In seguito, per la mancanza di cibi freschi e l'eccessivo consumo di conserve (carne di manzo in gelatina) più o meno avariata, i guardiani cominciarono a essere colpiti dallo scorbuto, come scoprirono dalla lettura dei testi di medicina lasciati loro. Louis Herlédan riferisce di "gambe gonfie, piene di liquido giallastro che noi cercavamo di eliminare facendo delle incisioni". Il primo a morire vittima dello scorbuto fu Emmanuel Puloch, il 30 luglio, seguito da François Ramamongi, Victor Le Brunou. Pierre Quillivic, invece, abbandonò l'isola su una zattera, con il mare in tempesta e non fu mai più visto.
Al momento in cui il battello Île Saint-Paul accostò all'isola nel dicembre del 1930, solo tre dei sette guardiani erano sopravvissuti: Julien Le Huludut, Louise Le Brunou e Louis Herlédan.
In Francia fu istruito un processo, intentato dalle vittime e dai loro familiari, che durò dal 24 luglio 1931 (data del deposito della denuncia) al 19 aprile 1937 (data della sentenza d'appello). La causa degli oubliés de Saint-Paul fu difesa da César Campinchi fino al 1936, anno in cui divenne Ministro della marina. La difesa della La Langouste Française fu affidata a Alcide Delmont, sotto-segretario di stato per le Colonie dal 3 novembre 1929 al 21 febbraio 1930 e dal 2 marzo 1930 al 30 dicembre 1930.
La società La Langouste Française fu riconosciuta colpevole in aprile 1935 e condannata a versare diversi indennizzi alle vittime e alle loro famiglie, ma appellò la sentenza. L'8 aprile 1937, la sentenza di appello confermò la responsabilità della società ma le vittime non ricevettero alcun indennizzo a causa del fallimento della La Langouste Française.